# Club Tijuana
Club Tijuana Xoloitzcuintles de Caliente – meksykański klub piłkarski z siedzibą w mieście Tijuana, w stanie Kalifornia Dolna. Występuje w rozgrywkach Liga MX. Domowe mecze rozgrywa na obiekcie Estadio Caliente.

## Osiągnięcia

### Krajowe
- Liga MX

| zwycięstwo (1):     | 2012 (A) |
| drugie miejsce (0): | –        |

- Copa MX

| zwycięstwo (0):     | –    |
| drugie miejsce (1): | 2020 |

## Aktualny skład
Stan na 29 kwietnia 2025.
| Nr | Poz. | Piłkarz              |
| -- | ---- | -------------------- |
| 2  | BR   | Antonio Rodríguez    |
| 3  | OB   | Rafael Fernández     |
| 5  | OB   | Rodrigo Parra        |
| 6  | PO   | Joe Corona (kapitan) |
| 7  | NA   | Jhojan Julio         |
| 8  | PO   | Fernando Madrigal    |
| 9  | NA   | Shamar Nicholson     |
| 10 | PO   | Kevin Castañeda      |
| 11 | NA   | Efraín Álvarez       |
| 12 | OB   | Jackson Porozo       |
| 13 | BR   | Miguel Ortega        |
| 16 | OB   | Alan Vega            |
| 18 | OB   | Aarón Mejía          |

| Nr | Poz. | Piłkarz             |
| -- | ---- | ------------------- |
| 19 | PO   | Gilberto Mora       |
| 20 | PO   | Francisco Contreras |
| 21 | NA   | Fernando Monárrez   |
| 22 | OB   | Joaquín Fernández   |
| 23 | PO   | Iván Tona           |
| 25 | OB   | Ramiro Franco       |
| 26 | NA   | José Raúl Zúñiga    |
| 27 | NA   | Domingo Blanco      |
| 28 | OB   | Alejandro Gómez     |
| 30 | BR   | Jesús Corona        |
| 31 | OB   | Unai Bilbao         |
| 34 | PO   | Frank Boya          |